# 을의 연애
《을의 연애》는 대한민국의 2025년 4월 3일 부터 공개 중인 BL 헤븐리 오리지널 드라마이다.

## 줄거리
스무 살 연애에 있어 서로가 '을'이라고 생각하는 두 남자가 8년 뒤 서로의 오해를 간직한 채 회사에서 운명적인 재회를 하게 되며 생기는 청춘 로맨스

## 등장 인물

### 주요 인물
- 성승하 : 최진환 역
- 채종혁 : 김민준 역

### 주변 인물
- 이상원 : 본부장 역
- 이상훈 : 한재철 역
- 도명 : 최우혁 역
- 이의섭 : 김건주 역